# مونيكا نولان
مونيكا نولان (بالإنجليزية: Monica Nolan)‏ هي لاعب كرة مضرب أمريكية، ولدت في 28 ديسمبر 1913 في سينسيناتي في الولايات المتحدة، وتوفيت في 18 ديسمبر 1995.